# Swish
Swish Max – aplikacja australijskiej firmy Swishzone.com służąca do tworzenia interaktywnych prezentacji w formacie swf Adobe Flash.
Swish jest tańszą alternatywą programu Adobe Flash (wcześniej Macromedia Flash), znacznie łatwiejszą do opanowania od pierwowzoru, ale dającą, przy niższej cenie, znaczną część jego funkcjonalności. Użytkownik ma do dyspozycji graficzny interfejs, w którym wstawia elementy prezentacji i przypisuje im efekty specjalne i system nawigacyjny. Narzędzia edytora umożliwiają wstawianie/kreowanie/manipulację dowolnymi kształtami wektorowymi – możliwości edycji grafik rastrowych są ograniczone. Program dysponuje edytorem języka skryptowego, którego składnia jest zgodna z Action Script wersji 2. Wersja Action Script 3 nie jest obsługiwana w dniu tworzenia tego artykułu. Standardowo program pozwala na eksport plików stron internetowych HTML + SWF, a także do animacji do animowanego GIF, do pliku filmowego AVI z dowolnie ustawianą kompresją. Możliwe jest wyekspotowanie animacji w pliku projektora FLASH exe. Program nadaje się do tworzenia nieskomplikowanych aplikacji obliczeniowych  czy nieskomplikowanych aplikacji na obsługujące format SWF telefony sieci komórkowych. Pojedyncze klatki można wyeksportować jako serię plików graficznych PNG. Program, który powstał w 2000 r., ma w 2005 r. kilkaset tysięcy legalnych użytkowników.
Oprócz SWiSHmax dostępne są też aplikacje pomocnicze:
- SWiSHsites – tworzenie witryn internetowych we Flashu
- SWiSHvideo2 – konwertowanie plików wideo do formatu FLV
- SWiSHpix – tworzenie albumów fotograficznych
- SWiSHstudio – tworzenie plików wykonywalnych EXE oraz wygaszaczy ekranu SCR
- SWiSHpresenter – konwertowanie prezentacji Microsoft PowerPoint do formatu Flash

Od grudnia 2006 program dostępny w oficjalnej, polskiej wersji językowej.